# Чемпіонат Європи з футболу 2008 (склади команд)/Італія
Склад збірної Італії на чемпіонаті Європи 2008
| №               | Гравець                   | Клуб (у 2008)    | Дата народження   | Вік      | Ігор                        | Голів                       |                             |
| Воротарі        | Воротарі                  | Воротарі         | Воротарі          | Воротарі | Воротарі                    | Воротарі                    | Воротарі                    |
| --------------- | ------------------------- | ---------------- | ----------------- | -------- | --------------------------- | --------------------------- | --------------------------- |
| 1               | Джанлуїджі Буффон         | Ювентус          | 28 січня 1978     | 30       | 82                          | 0                           |                             |
| 14              | Марко Амелія              | Ліворно          | 2 квітня 1982     | 26       | 6                           | 0                           |                             |
| 17              | Морган де Санктіс         | Севілья          | 26 березня 1977   | 31       | 2                           | 0                           |                             |
| Захисники       |                           |                  |                   |          |                             |                             |                             |
| 2               | Крістіан Пануччі          | Рома             | 12 квітня 1973    | 35       | 53                          | 3                           |                             |
| 3               | Фабіо Гроссо              | Ліон             | 28 листопада 1977 | 30       | 31                          | 3                           |                             |
| 4               | Джорджіо К'єлліні         | Ювентус          | 14 серпня 1984    | 23       | 10                          | 1                           |                             |
| 5               | Алессандро Гамберіні      | Фіорентина       | 27 серпня 1981    | 26       | 2                           | 0                           |                             |
| 6               | Андреа Барцальї           | Палермо          | 8 травня 1981     | 27       | 22                          | 0                           |                             |
| 19              | Джанлука Дзамбротта       | Барселона        | 19 лютого 1977    | 31       | 71                          | 2                           |                             |
| 23              | Марко Матерацці           | Інтернаціонале   | 19 серпня 1973    | 34       | 40                          | 2                           |                             |
| Півзахисники    |                           |                  |                   |          |                             |                             |                             |
| 8               | Дженнаро Гаттузо          | Мілан            | 9 січня 1978      | 30       | 58                          | 1                           |                             |
| 10              | Даніеле де Россі          | Рома             | 24 липня 1983     | 24       | 33                          | 4                           |                             |
| 13              | Массімо Амброзіні         | Мілан            | 29 травня 1977    | 31       | 31                          | 0                           |                             |
| 16              | Мауро Каморанезі          | Ювентус          | 4 жовтня 1976     | 31       | 35                          | 4                           |                             |
| 20              | Сімоне Перротта           | Рома             | 17 вересня 1977   | 30       | 41                          | 2                           |                             |
| 21              | Андреа Пірло              | Мілан            | 19 травня 1979    | 29       | 46                          | 6                           |                             |
| 22              | Альберто Аквілані         | Рома             | 7 липня 1984      | 23       | 5                           | 0                           |                             |
| Нападники       |                           |                  |                   |          |                             |                             |                             |
| 7               | Алессандро Дель П'єро (к) | Ювентус          | 9 листопада 1974  | 33       | 86                          | 27                          |                             |
| 9               | Лука Тоні                 | Баварія (Мюнхен) | 26 травня 1977    | 31       | 34                          | 15                          |                             |
| 11              | Антоніо Ді Натале         | Удінезе          | 13 жовтня 1977    | 30       | 18                          | 7                           |                             |
| 12              | Марко Бор'єлло            | Дженоа           | 18 червня 1982    | 25       | 3                           | 0                           |                             |
| 15              | Фабіо Квальярелла         | Удінезе          | 31 січня 1983     | 25       | 8                           | 3                           |                             |
| 18              | Антоніо Кассано           | Сампдорія        | 12 липня 1982     | 25       | 11                          | 3                           |                             |
| Головний тренер |                           |                  |                   |          |                             |                             |                             |
| Італія          | Роберто Донадоні          |                  | 9 вересня 1963    | 44       | Середній вік гравців: 29,19 | Середній вік гравців: 29,19 | Середній вік гравців: 29,19 |
|                 |                           |                  |                   |          |                             |                             |                             |

Фабіо Каннаваро не потрапив на турнір через травму. Його замінив Алессандро Гамберіні.
| Гравців національного чемпіонату: | Гравців національного чемпіонату:                               | 19   |
|                                   | Рома, Ювентус                                                   | по 4 |
|                                   | Мілан                                                           | 3    |
|                                   | Удінезе                                                         | 2    |
|                                   | Дженоа, Інтернаціонале, Ліворно, Палермо, Сампдорія, Фіорентина | по 1 |
| Легіонерів:                       | Легіонерів:                                                     | 4    |
|                                   | Іспанія                                                         | 2    |
|                                   | Німеччина, Франція                                              | по 1 |